# Sunnerstjärnen
Sunnerstjärnen är en sjö i Älvsbyns kommun i Norrbotten och ingår i Piteälvens huvudavrinningsområde. Sjön har en area på 0,0347 kvadratkilometer och ligger 174,8 meter över havet.

## Delavrinningsområde
Sunnerstjärnen ingår i det delavrinningsområde (728728-172648) som SMHI kallar för Utloppet av Stor-Teuger. Medelhöjden är 186 meter över havet och ytan är 37,41 kvadratkilometer. Räknas de 10 avrinningsområdena uppströms in blir den ackumulerade arean 108,64 kvadratkilometer. Borgforsälven som avvattnar avrinningsområdet har biflödesordning 2, vilket innebär att vattnet flödar genom totalt 2 vattendrag innan det når havet efter 57 kilometer. Avrinningsområdet består mestadels av skog (63 procent). Avrinningsområdet har 7,38 kvadratkilometer vattenytor vilket ger det en sjöprocent på 19,7 procent.